# NHL 1999/2000
Die NHL-Saison 1999/2000 war die 83. Spielzeit in der National Hockey League. 28 Teams absolvierten jeweils 82 Spiele. Den Stanley Cup gewannen die New Jersey Devils nach einem 4:2-Erfolg in der Finalserie gegen die Dallas Stars. Mit den Stars verlor zum ersten Mal seit den New York Islanders 1984 ein amtierender Stanley-Cup-Sieger das Finale.
Die NHL führte einen neuen Modus für die Punktevergabe ein. Ein Team bekam für eine Niederlage nach Verlängerung ebenfalls einen Punkt, genau wie für ein Unentschieden.
Nachdem bereits von 1972 bis 1980 ein NHL-Team in Atlanta beheimatet war, nahm mit den Atlanta Thrashers fast zwei Jahrzehnte nach dem Umzug der Flames nach Calgary ein Nachfolgefranchise im US-Bundesstaat Georgia den Spielbetrieb auf.

## Entry Draft
- Hauptartikel: NHL Entry Draft 1999

Der 37. NHL Entry Draft fand am 26. Juni 1999 im Fleet Center in Boston, Massachusetts, Vereinigte Staaten statt.
Intensive Tauschgeschäfte gingen dem Draft voraus. Die Vancouver Canucks wollten unbedingt die schwedischen Zwillingsbrüder Daniel und Henrik Sedin verpflichten. Es gelang ihnen die Draftplätze zwei und drei zu ergattern und die Atlanta Thrashers wählten den Tschechen Patrik Štefan mit dem ersten Pick. Die ersten 10 Draftpicks verteilten sich auf nur sechs Teams. Erstmals in der Geschichte des Drafts war unter den ersten fünf Picks kein Kanadier.

### Top-5-Picks
|    | Spieler       | Nationalität | Pos | NHL-Team           | College/Junior/Klub-Team  |
| -- | ------------- | ------------ | --- | ------------------ | ------------------------- |
| 1. | Patrik Štefan | Tschechien   | C   | Atlanta Thrashers  | Long Beach Ice Dogs (IHL) |
| 2. | Daniel Sedin  | Schweden     | LW  | Vancouver Canucks  | MODO Hockey (Elitserien)  |
| 3. | Henrik Sedin  | Schweden     | C   | Vancouver Canucks  | MoDo Hockey (Elitserien)  |
| 4. | Pavel Brendl  | Tschechien   | RW  | New York Rangers   | Calgary Hitmen (WHL)      |
| 5. | Tim Connolly  | USA          | C   | New York Islanders | Erie Otters (OHL)         |

## Reguläre Saison

### Abschlusstabellen
Abkürzungen: GP = Spiele, W = Siege, L = Niederlagen, T = Unentschieden nach Overtime, OTL = Niederlage nach Overtime, GF = Erzielte Tore, GA = Gegentore, Pts = Punkte

Erläuterungen: In Klammern befindet sich die Platzierung innerhalb der Conference;       = Playoff-Qualifikation,       = Divisions-Sieger,       = Conference-Sieger,       = Presidents’-Trophy-Gewinner

#### Eastern Conference
| Atlantic Division       | GP | W  | L  | T  | OTL | GF  | GA  | Pts |
| ----------------------- | -- | -- | -- | -- | --- | --- | --- | --- |
| Philadelphia Flyers (1) | 82 | 45 | 25 | 12 | 3   | 237 | 179 | 105 |
| New Jersey Devils (2)   | 82 | 45 | 29 | 8  | 5   | 251 | 203 | 103 |
| Pittsburgh Penguins (7) | 82 | 37 | 37 | 8  | 6   | 241 | 236 | 88  |
| New York Rangers (11)   | 82 | 29 | 41 | 12 | 3   | 218 | 246 | 73  |
| New York Islanders (13) | 82 | 24 | 29 | 9  | 1   | 194 | 275 | 58  |

| Northeast Division      | GP | W  | L  | T  | OTL | GF  | GA  | Pts |
| ----------------------- | -- | -- | -- | -- | --- | --- | --- | --- |
| Toronto Maple Leafs (4) | 82 | 45 | 30 | 7  | 3   | 246 | 222 | 100 |
| Ottawa Senators (6)     | 82 | 41 | 30 | 11 | 2   | 244 | 210 | 95  |
| Buffalo Sabres (8)      | 82 | 35 | 36 | 11 | 4   | 213 | 204 | 85  |
| Montréal Canadiens (10) | 82 | 35 | 38 | 9  | 4   | 196 | 194 | 83  |
| Boston Bruins (12)      | 82 | 24 | 39 | 19 | 6   | 210 | 248 | 73  |

| Southeast Division       | GP | W  | L  | T  | OTL | GF  | GA  | Pts |
| ------------------------ | -- | -- | -- | -- | --- | --- | --- | --- |
| Washington Capitals (3)  | 82 | 44 | 26 | 11 | 2   | 226 | 193 | 101 |
| Florida Panthers (5)     | 82 | 43 | 33 | 6  | 6   | 244 | 209 | 98  |
| Carolina Hurricanes (9)  | 82 | 37 | 35 | 10 | 0   | 217 | 216 | 84  |
| Tampa Bay Lightning (14) | 82 | 19 | 54 | 9  | 7   | 204 | 310 | 54  |
| Atlanta Thrashers (15)   | 82 | 14 | 61 | 7  | 4   | 170 | 313 | 39  |

#### Western Conference
| Central Division         | GP | W  | L  | T  | OTL | GF  | GA  | Pts |
| ------------------------ | -- | -- | -- | -- | --- | --- | --- | --- |
| St. Louis Blues (1)      | 82 | 51 | 20 | 11 | 1   | 248 | 165 | 114 |
| Detroit Red Wings (2)    | 82 | 48 | 24 | 10 | 2   | 278 | 210 | 108 |
| Chicago Blackhawks (11)  | 82 | 33 | 39 | 10 | 2   | 242 | 245 | 78  |
| Nashville Predators (13) | 82 | 38 | 47 | 7  | 7   | 199 | 240 | 70  |

| Northwest Division     | GP | W  | L  | T  | OTL | GF  | GA  | Pts |
| ---------------------- | -- | -- | -- | -- | --- | --- | --- | --- |
| Colorado Avalanche (4) | 82 | 42 | 29 | 11 | 1   | 233 | 201 | 96  |
| Edmonton Oilers (7)    | 82 | 32 | 34 | 16 | 8   | 226 | 212 | 88  |
| Vancouver Canucks (9)  | 82 | 30 | 37 | 15 | 8   | 227 | 237 | 84  |
| Calgary Flames (12)    | 82 | 31 | 41 | 10 | 5   | 211 | 256 | 77  |

| Pacific Division             | GP | W  | L  | T  | OTL | GF  | GA  | Pts |
| ---------------------------- | -- | -- | -- | -- | --- | --- | --- | --- |
| Dallas Stars (3)             | 82 | 43 | 29 | 10 | 6   | 211 | 184 | 102 |
| Los Angeles Kings (5)        | 82 | 39 | 31 | 12 | 4   | 245 | 228 | 94  |
| Phoenix Coyotes (6)          | 82 | 39 | 35 | 8  | 4   | 232 | 228 | 90  |
| San Jose Sharks (8)          | 82 | 35 | 37 | 10 | 7   | 225 | 214 | 87  |
| Mighty Ducks of Anaheim (10) | 82 | 34 | 36 | 12 | 3   | 217 | 227 | 83  |

### Beste Scorer
Obwohl Jaromír Jágr 19 Spiele verpasst hatte, reichte es zum Titel des Topscorers. Mit 58 Toren war Pawel Bure erfolgreichster Torschütze, mit 360 Schüssen versuchte er es auch am häufigsten. Für diese Leistungen benötigte er 74 Spiele und war Jágr dicht auf den Fersen. Mit der Saisonbestleistung von 63 Vorlagen belegte Mark Recchi Platz drei unter den Topscorern. In Überzahl war Owen Nolan mit 18 Toren der Beste, während in Unterzahl John Madden mit sechs Treffern erfolgreich war. Mit einem Schnitt von 22,9 Prozent landete mehr als jeder fünfte Schuss von Mike Eastwood im Tor. Die Plus/Minus führte Chris Pronger mit +52 an. Der böse Bube der Saison war Denny Lambert mit 219 Strafminuten. Die besten Statistiken unter den Verteidigern hatte Nicklas Lidström mit 20 Toren, 53 Vorlagen und 73 Punkten.
Abkürzungen: GP = Spiele, G = Tore, A = Assists, Pts = Punkte, +/- = Plus/Minus, PIM = Strafminuten; Fett: Saisonbestwert
| Spieler       | Team         | GP | G  | A  | Pts | +/- | PIM |
| ------------- | ------------ | -- | -- | -- | --- | --- | --- |
| Jaromír Jágr  | Pittsburgh   | 63 | 42 | 54 | 96  | +25 | 50  |
| Pawel Bure    | Florida      | 74 | 58 | 36 | 94  | +25 | 16  |
| Mark Recchi   | Philadelphia | 82 | 28 | 63 | 91  | +20 | 50  |
| Paul Kariya   | Anaheim      | 74 | 42 | 44 | 86  | +22 | 24  |
| Teemu Selänne | Anaheim      | 79 | 33 | 52 | 85  | +6  | 12  |
| Owen Nolan    | San Jose     | 78 | 44 | 40 | 84  | −1  | 110 |
| Tony Amonte   | Chicago      | 82 | 43 | 41 | 84  | +10 | 48  |
| Mike Modano   | Dallas       | 77 | 38 | 43 | 81  | 0   | 48  |
| Joe Sakic     | Colorado     | 60 | 28 | 53 | 81  | +30 | 28  |
| Steve Yzerman | Detroit      | 78 | 35 | 44 | 79  | +28 | 34  |

### Beste Torhüter
Abkürzungen: GP = Spiele, TOI = Eiszeit (in Minuten), W = Siege, L = Niederlagen, T = Unentschieden, GA = Gegentore, SO = Shutouts, Sv% = gehaltene Schüsse (in %), GAA = Gegentorschnitt; Fett: Saisonbestwert
| Spieler            | Team         | GP | TOI  | W  | L  | T  | GA  | SO | Sv%   | GAA  |
| ------------------ | ------------ | -- | ---- | -- | -- | -- | --- | -- | ----- | ---- |
| Brian Boucher      | Philadelphia | 35 | 2038 | 20 | 10 | 3  | 65  | 4  | 0,918 | 1,91 |
| Roman Turek        | St. Louis    | 67 | 3960 | 30 | 18 | 14 | 129 | 7  | 0,937 | 1,95 |
| Ed Belfour         | Dallas       | 62 | 3620 | 32 | 21 | 7  | 127 | 4  | 0,919 | 2,10 |
| José Théodore      | Montreal     | 30 | 1655 | 12 | 13 | 2  | 58  | 5  | 0,919 | 2,10 |
| John Vanbiesbrouck | Philadelphia | 50 | 2950 | 25 | 15 | 9  | 108 | 3  | 0,906 | 2,20 |

### Beste Rookiescorer
Seine 51 Vorlagen waren eine Bestleistung bei den Rookies, die Scott Gomez mit Abstand zum erfolgreichsten Scorer machten. Mike York war mit seinen 26 Treffern der erfolgreichste Torjäger. Die Plus/Minus-Wertung der Rookies führten gemeinsam Brian Rafalski und Jeff Halpern mit je +21 an. Tyson Nash zeigte mit 150 Strafminuten, dass er schon in seiner ersten Saison niemanden fürchtete.
Abkürzungen: GP = Spiele, G = Tore, A = Assists, Pts = Punkte, +/- = Plus/Minus, PIM = Strafminuten
| Spieler      | Team             | GP | G  | A  | Pts | +/- | PIM |
| ------------ | ---------------- | -- | -- | -- | --- | --- | --- |
| Scott Gomez  | New Jersey       | 82 | 19 | 51 | 70  | +14 | 78  |
| Alex Tanguay | Colorado         | 76 | 17 | 34 | 51  | +6  | 22  |
| Mike York    | New York Rangers | 82 | 26 | 24 | 50  | −17 | 18  |
| Simon Gagné  | Philadelphia     | 82 | 20 | 28 | 48  | +11 | 22  |
| Jan Hlaváč   | New York Rangers | 73 | 19 | 23 | 42  | +3  | 16  |

## Stanley-Cup-Playoffs
|  | Conference-Viertelfinale                              | Conference-Viertelfinale | Conference-Viertelfinale |                    | Conference-Halbfinale | Conference-Halbfinale | Conference-Halbfinale |                   |              | Conference-Finale | Conference-Finale | Conference-Finale |  |  | Stanley-Cup-Finale | Stanley-Cup-Finale | Stanley-Cup-Finale |
|  |                                                       |                          |                          |                    |                       |                       |                       |                   |              |                   |                   |                   |  |  |                    |                    |                    |
|  | 1                                                     | Philadelphia Flyers      | 4                        |                    | 1                     | Philadelphia Flyers   | 4                     |                   |              |                   |                   |                   |  |  |                    |                    |                    |
|  | 8                                                     | Buffalo Sabres           | 1                        | 7                  | Pittsburgh Penguins   | 2                     |                       |                   |              |                   |                   |                   |  |  |                    |                    |                    |
|  |                                                       |                          |                          |                    |                       |                       |                       |                   |              |                   |                   |                   |  |  |                    |                    |                    |
|  | 2                                                     | Washington Capitals      | 1                        | Eastern Conference | Eastern Conference    | Eastern Conference    |                       |                   |              |                   |                   |                   |  |  |                    |                    |                    |
|  | 2                                                     | Washington Capitals      | 1                        | Eastern Conference | Eastern Conference    | Eastern Conference    |                       |                   |              |                   |                   |                   |  |  |                    |                    |                    |
|  | 7                                                     | Pittsburgh Penguins      | 4                        |                    |                       |                       |                       |                   |              |                   |                   |                   |  |  |                    |                    |                    |
|  | 7                                                     | Pittsburgh Penguins      | 4                        | 1                  | Philadelphia Flyers   | 3                     |                       |                   |              |                   |                   |                   |  |  |                    |                    |                    |
|  |                                                       |                          |                          | 1                  | Philadelphia Flyers   | 3                     |                       |                   |              |                   |                   |                   |  |  |                    |                    |                    |
|  |                                                       | 4                        | New Jersey Devils        | 4                  |                       |                       |                       |                   |              |                   |                   |                   |  |  |                    |                    |                    |
|  | 3                                                     | 4                        | New Jersey Devils        | 4                  | Toronto Maple Leafs   | 4                     |                       |                   |              |                   |                   |                   |  |  |                    |                    |                    |
|  | 3                                                     |                          |                          |                    | Toronto Maple Leafs   | 4                     |                       |                   |              |                   |                   |                   |  |  |                    |                    |                    |
|  | 6                                                     | Ottawa Senators          | 2                        |                    |                       |                       |                       |                   |              |                   |                   |                   |  |  |                    |                    |                    |
|  | 6                                                     | Ottawa Senators          | 2                        |                    |                       |                       |                       |                   |              |                   |                   |                   |  |  |                    |                    |                    |
|  |                                                       |                          |                          |                    |                       |                       |                       |                   |              |                   |                   |                   |  |  |                    |                    |                    |
|  | 4                                                     | New Jersey Devils        | 4                        | 3                  | Toronto Maple Leafs   | 2                     |                       |                   |              |                   |                   |                   |  |  |                    |                    |                    |
|  | 4                                                     | New Jersey Devils        | 4                        | 3                  | Toronto Maple Leafs   | 2                     |                       |                   |              |                   |                   |                   |  |  |                    |                    |                    |
|  | 5                                                     | Florida Panthers         | 0                        | 4                  | New Jersey Devils     | 4                     |                       |                   |              |                   |                   |                   |  |  |                    |                    |                    |
|  | 5                                                     | Florida Panthers         | 0                        | 4                  | New Jersey Devils     | 4                     | E4                    | New Jersey Devils | 4            |                   |                   |                   |  |  |                    |                    |                    |
|  | (Die Teams werden nach der ersten Runde neu gesetzt.) |                          |                          |                    |                       |                       | E4                    | New Jersey Devils | 4            |                   |                   |                   |  |  |                    |                    |                    |
|  |                                                       | W2                       | Dallas Stars             | 2                  |                       |                       |                       |                   |              |                   |                   |                   |  |  |                    |                    |                    |
|  | 1                                                     | W2                       | Dallas Stars             | 2                  | St. Louis Blues       | 3                     |                       | 2                 | Dallas Stars | 4                 |                   |                   |  |  |                    |                    |                    |
|  | 1                                                     |                          |                          |                    | St. Louis Blues       | 3                     |                       | 2                 | Dallas Stars | 4                 |                   |                   |  |  |                    |                    |                    |
|  | 8                                                     | San Jose Sharks          | 4                        | 8                  | San Jose Sharks       | 1                     |                       |                   |              |                   |                   |                   |  |  |                    |                    |                    |
|  | 8                                                     | San Jose Sharks          | 4                        | 8                  | San Jose Sharks       | 1                     |                       |                   |              |                   |                   |                   |  |  |                    |                    |                    |
|  |                                                       |                          |                          |                    |                       |                       |                       |                   |              |                   |                   |                   |  |  |                    |                    |                    |
|  | 2                                                     | Dallas Stars             | 4                        |                    |                       |                       |                       |                   |              |                   |                   |                   |  |  |                    |                    |                    |
|  | 2                                                     | Dallas Stars             | 4                        |                    |                       |                       |                       |                   |              |                   |                   |                   |  |  |                    |                    |                    |
|  | 7                                                     | Edmonton Oilers          | 1                        |                    |                       |                       |                       |                   |              |                   |                   |                   |  |  |                    |                    |                    |
|  | 7                                                     | Edmonton Oilers          | 1                        | 2                  | Dallas Stars          | 4                     |                       |                   |              |                   |                   |                   |  |  |                    |                    |                    |
|  |                                                       |                          |                          | 2                  | Dallas Stars          | 4                     |                       |                   |              |                   |                   |                   |  |  |                    |                    |                    |
|  |                                                       | 3                        | Colorado Avalanche       | 3                  |                       |                       |                       |                   |              |                   |                   |                   |  |  |                    |                    |                    |
|  | 3                                                     | 3                        | Colorado Avalanche       | 3                  | Colorado Avalanche    | 4                     |                       |                   |              |                   |                   |                   |  |  |                    |                    |                    |
|  | 3                                                     |                          |                          |                    | Colorado Avalanche    | 4                     |                       |                   |              |                   |                   |                   |  |  |                    |                    |                    |
|  | 6                                                     | Phoenix Coyotes          | 1                        | Western Conference | Western Conference    | Western Conference    |                       |                   |              |                   |                   |                   |  |  |                    |                    |                    |
|  | 6                                                     | Phoenix Coyotes          | 1                        | Western Conference | Western Conference    | Western Conference    |                       |                   |              |                   |                   |                   |  |  |                    |                    |                    |
|  |                                                       |                          |                          |                    |                       |                       |                       |                   |              |                   |                   |                   |  |  |                    |                    |                    |
|  | 4                                                     | Detroit Red Wings        | 4                        | 3                  | Colorado Avalanche    | 4                     |                       |                   |              |                   |                   |                   |  |  |                    |                    |                    |
|  | 5                                                     | Los Angeles Kings        | 0                        | 4                  | Detroit Red Wings     | 1                     |                       |                   |              |                   |                   |                   |  |  |                    |                    |                    |

## NHL Awards und vergebene Trophäen

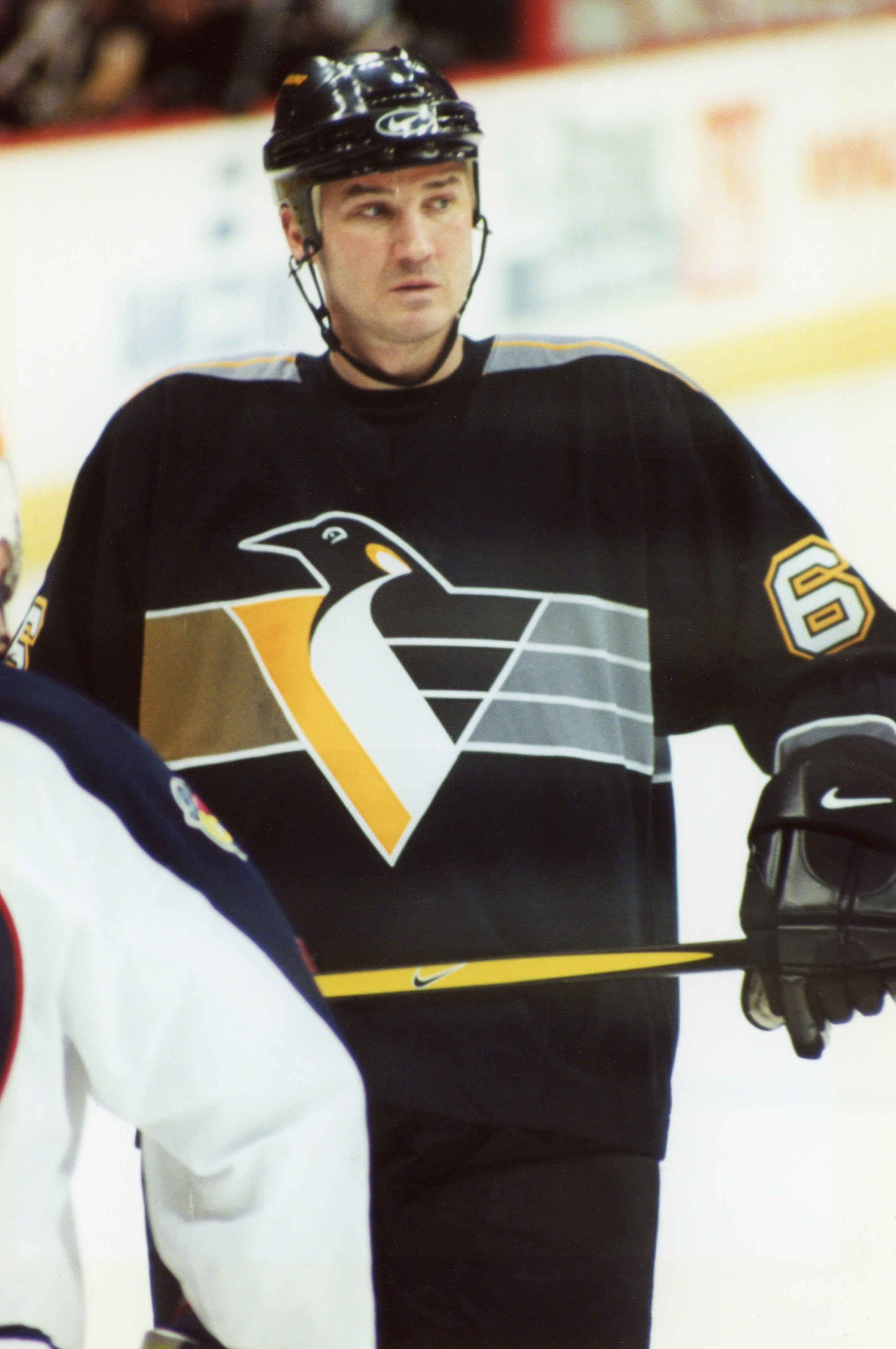
Mario Lemieux wurde mit der Lester Patrick Trophy ausgezeichnet

- Hauptartikel: NHL Awards 2000

| Auszeichnung                    | Spieler                               | Team                |
| ------------------------------- | ------------------------------------- | ------------------- |
| Art Ross Trophy:                | Jaromír Jágr                          | Pittsburgh Penguins |
| Hart Memorial Trophy:           | Chris Pronger                         | St. Louis Blues     |
| Lady Byng Memorial Trophy:      | Pavol Demitra                         | St. Louis Blues     |
| Vezina Trophy:                  | Olaf Kölzig                           | Washington Capitals |
| Calder Memorial Trophy:         | Scott Gomez                           | New Jersey Devils   |
| James Norris Memorial Trophy:   | Chris Pronger                         | St. Louis Blues     |
| Bill Masterton Memorial Trophy: | Ken Daneyko                           | New Jersey Devils   |
| Lester Patrick Trophy:          | Mario Lemieux Craig Patrick Lou Vario |                     |
| Lester B. Pearson Award:        | Jaromír Jágr                          | Pittsburgh Penguins |
| NHL Plus/Minus Award:           | Chris Pronger                         | St. Louis Blues     |
| Jack Adams Award:               | Joel Quenneville                      | St. Louis Blues     |
| Frank J. Selke Trophy:          | Steve Yzerman                         | Detroit Red Wings   |
| King Clancy Memorial Trophy:    | Curtis Joseph                         | Toronto Maple Leafs |
| William M. Jennings Trophy:     | Roman Turek                           | St. Louis Blues     |
| Presidents’ Trophy              | Presidents’ Trophy                    | St. Louis Blues     |
| Prince of Wales Trophy          | Prince of Wales Trophy                | Philadelphia Flyers |
| Clarence S. Campbell Bowl       | Clarence S. Campbell Bowl             | St. Louis Blues     |
| Stanley Cup                     | Stanley Cup                           | New Jersey Devils   |

### NHL All-Star Teams
Des Weiteren wurden im Rahmen der NHL-Awards-Show die All-Star-Teams und das All-Rookie-Team der Saison benannt.

#### NHL First All-Star Team

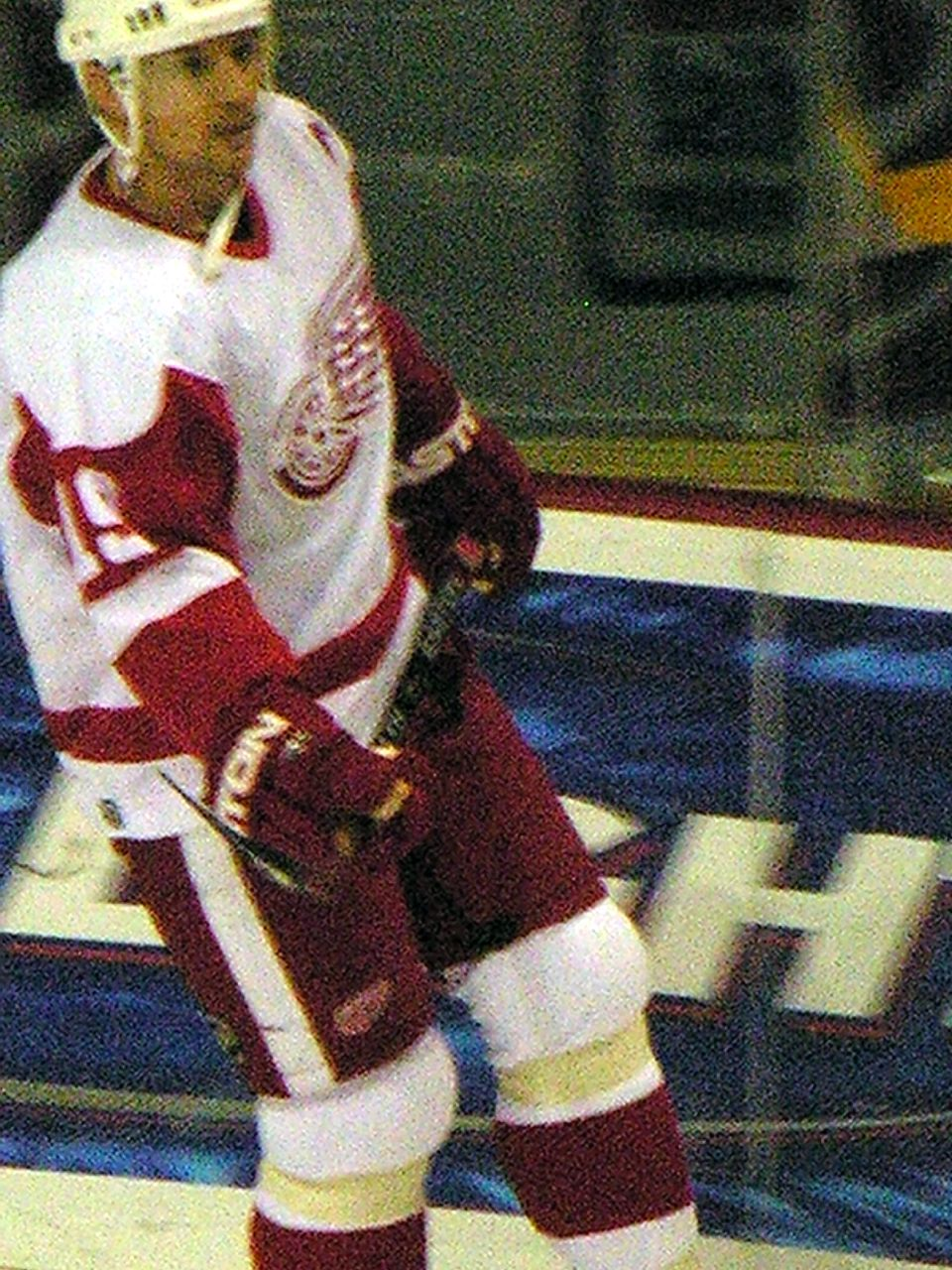
Steve Yzerman mit 35 zum ersten Mal ins First All-Star Team gewählt

Abkürzungen: GP = Spiele, G = Tore, A = Assists, Pts = Punkte, W = Siege, SO = Shutouts, GAA = Gegentorschnitt
| Spieler          | Position      | Team                | GP | G  | A  | Pts |
| ---------------- | ------------- | ------------------- | -- | -- | -- | --- |
| Steve Yzerman    | Center        | Detroit Red Wings   | 78 | 35 | 44 | 79  |
| Brendan Shanahan | Flügelstürmer | Detroit Red Wings   | 78 | 41 | 37 | 78  |
| Jaromír Jágr     | Flügelstürmer | Pittsburgh Penguins | 63 | 42 | 54 | 96  |
| Chris Pronger    | Verteidiger   | St. Louis Blues     | 79 | 14 | 48 | 62  |
| Nicklas Lidström | Verteidiger   | Detroit Red Wings   | 81 | 20 | 53 | 73  |

| Spieler     | Position | Team                | GP | W  | SO | GAA  |
| ----------- | -------- | ------------------- | -- | -- | -- | ---- |
| Olaf Kölzig | Torhüter | Washington Capitals | 73 | 41 | 5  | 2,24 |

#### NHL Second All-Star Team

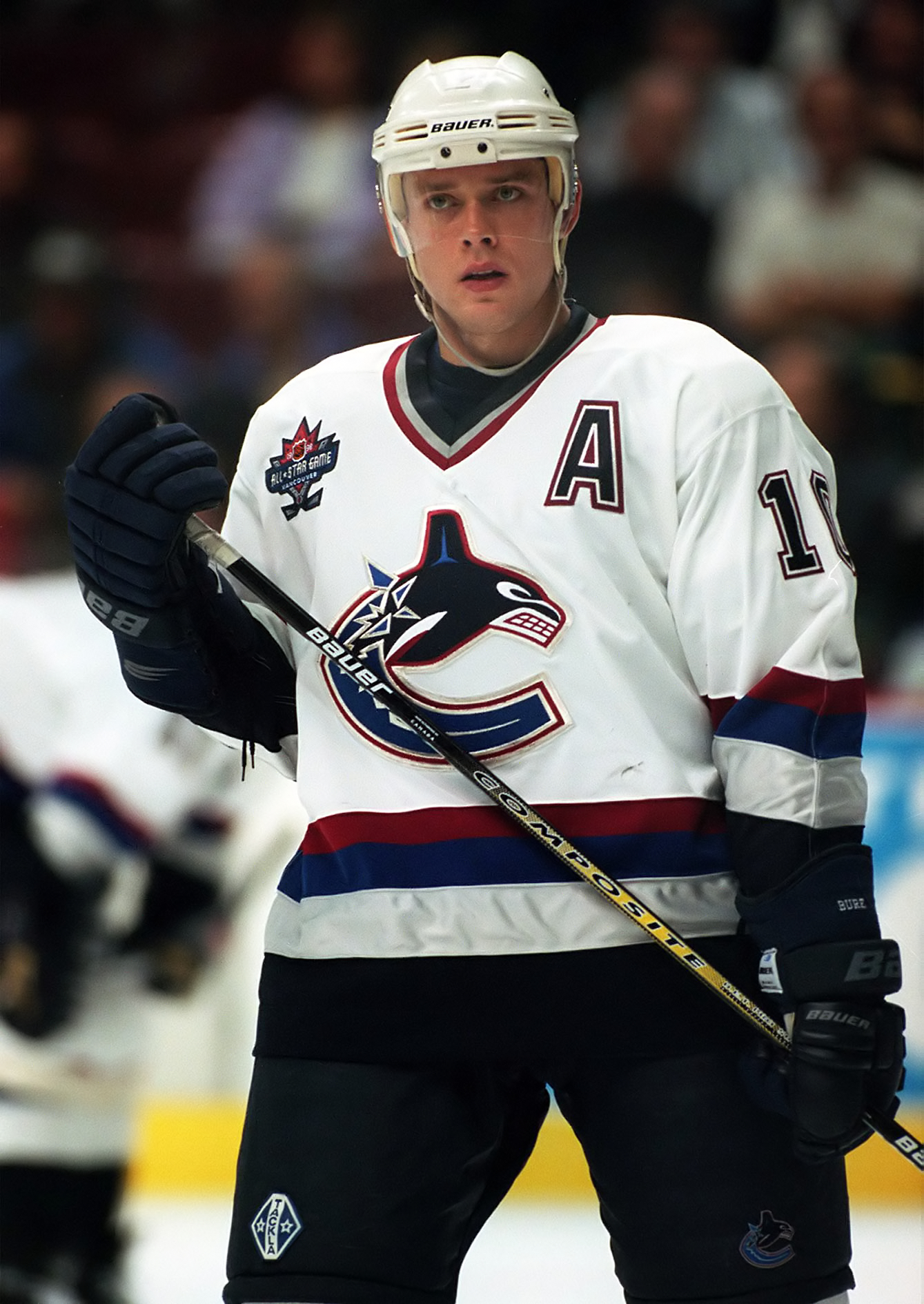
Pawel Bure dieses Jahr im Second All-Star Team war zu seiner Zeit bei den Vancouver Canucks auch schon im First All-Star Team

Abkürzungen: GP = Spiele, G = Tore, A = Assists, Pts = Punkte, W = Siege, SO = Shutouts, GAA = Gegentorschnitt
| Spieler         | Position      | Team                    | GP | G  | A  | Pts |
| --------------- | ------------- | ----------------------- | -- | -- | -- | --- |
| Mike Modano     | Center        | Dallas Stars            | 77 | 38 | 43 | 81  |
| Paul Kariya     | Flügelstürmer | Mighty Ducks of Anaheim | 74 | 42 | 44 | 86  |
| Pawel Bure      | Flügelstürmer | Florida Panthers        | 74 | 58 | 36 | 94  |
| Rob Blake       | Verteidiger   | Los Angeles Kings       | 77 | 18 | 39 | 57  |
| Éric Desjardins | Verteidiger   | Philadelphia Flyers     | 81 | 14 | 41 | 55  |

| Spieler     | Position | Team            | GP | W  | SO | GAA  |
| ----------- | -------- | --------------- | -- | -- | -- | ---- |
| Roman Turek | Torhüter | St. Louis Blues | 67 | 42 | 7  | 1,95 |

#### NHL All-Rookie Team
Im All-Rookie-Team waren gleich jeweils zwei Spieler der New Jersey Devils und Philadelphia Flyers vertreten.

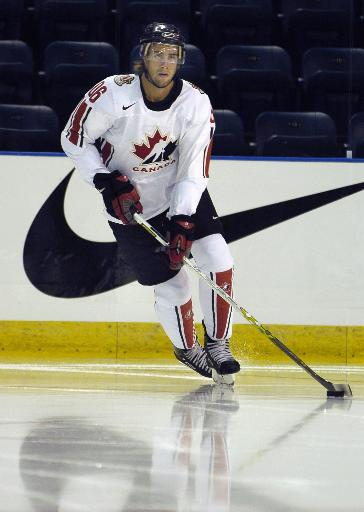
Simon Gagné einer der besten Rookies der Saison

Abkürzungen: GP = Spiele, G = Tore, A = Assists, Pts = Punkte, W = Siege, SO = Shutouts, GAA = Gegentorschnitt
| Spieler        | Position    | Team                | GP | G  | A  | Pts |
| -------------- | ----------- | ------------------- | -- | -- | -- | --- |
| Simon Gagné    | Stürmer     | Philadelphia Flyers | 80 | 20 | 28 | 48  |
| Scott Gomez    | Stürmer     | New Jersey Devils   | 82 | 19 | 51 | 70  |
| Mike York      | Stürmer     | New York Rangers    | 82 | 26 | 24 | 50  |
| Brian Rafalski | Verteidiger | New Jersey Devils   | 75 | 5  | 27 | 32  |
| Brad Stuart    | Verteidiger | San Jose Sharks     | 82 | 10 | 26 | 36  |

| Spieler       | Position | Team                | GP | W  | SO | GAA  |
| ------------- | -------- | ------------------- | -- | -- | -- | ---- |
| Brian Boucher | Torhüter | Philadelphia Flyers | 35 | 20 | 4  | 1,91 |